# Bittium elegantissimum
Bittium elegantissimum là một loài ốc biển, là động vật thân mềm chân bụng sống ở biển thuộc họ Cerithiidae.